# NGC 562
NGC 562 is een spiraalvormig sterrenstelsel in het sterrenbeeld Andromeda. Het hemelobject werd op 30 november 1885 ontdekt door de Amerikaanse astronoom Lewis A. Swift.

## Synoniemen
- PGC 5502
- UGC 1049
- MCG 8-3-25
- ZWG 551.20
- IRAS01254+4807